# Despotatet Epirus
Despotatet Epirus (grekiska: Δεσποτάτο της Ηπείρου) var ett av tre riken som efterträdde Bysantinska riket. Det grundades efter det fjärde korståget 1204 och gjorde anspråk på att vara legitim arvtagare till Bysantinska riket, tillsammans med Kejsardömet Nicaea och Kejsardömet Trapezunt. 

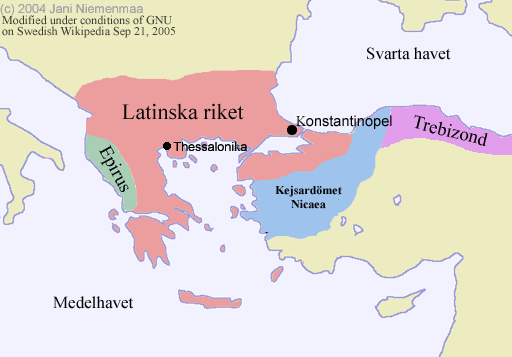
Despotatet Epirus med flera riken i det före detta Bysantinska riket 1204

## Historia

### Grundande
Despotatet grundades av Mikael Komnenos Doukas, kusin till de bysantinska kejsarna Isaac II Angelos och Alexios III Angelos. Till en början var Mikael allierad med Bonifatius av Montferrat, men sedan begav han sig till Epirus, där han såg sig själv som bysantinsk ståthållare i den gamla provinsen Nikopolis och satte sig upp mot Bonifatius. Epirus blev snart en tillflyktsort för många grekiska flyktingar från Konstantinopel, Thessalien och Peloponnesos, och Mikael beskrevs som en andra Noa, som räddade människor från den latinska översvämningen. Johannes Kamateros, patriarken av Konstantinopel, såg honom inte som en legitim härskare utan följde istället Theodor I Lascaris till Nicaea. Mikael erkände istället påven Innocentius III:s överhöghet över Epirus och bröt banden med den östortodoxa kyrkan.
Henrik av Flandern begärde att Mikael skulle underordna sig Latinska riket, vilket han gjorde, åtminstone till namnet, genom att tillåta sin dotter att gifta sig med Henriks bror Eustakios 1209. Mikael upprätthöll inte denna allians, då han antog att det bergiga Epirus skulle bli mestadels ointagligt för de latinare han slöt allianser med och bröt fördrag med. Bonifatius släktingar från Monferrato gjorde också anspråk på Epirus, och 1210 slöt Mikael sig samman med venetianerna och anföll Bonifatius Kungariket Thessaloniki. Mikael var överdrivet grym mot sina fångar, och i vissa fall korsfäste han latinska präster. På grund av detta blev han exkommunicerad av Innocentius. Henrik kom till Thessalonikis undsättning senare under året och tvingade Mikael att förnya alliansen.
Mikael inriktade sig nu på att erövra andra städer som hölls av latinarna, särskilt Larissa, Dyrrhachion och Ohrid, och försäkra sig om kontrollen över Via Egnatia, det huvudsakliga vägen till Konstantinopele. Han fick snart kontroll över hamnarna vid Korintiska viken. 1214 tog han Korfu från Republiken Venedig, men blev senare samma år mördad och efterträddes av sin halvbror Theodoros.

### Konflikt med Nicaea och Bulgarien
Theodoros började omedelbart angripa Thessaloniki, och stred mot Bulgarien på vägen. Henrik av Flandern dog på vägen till ett motangrepp, och 1217 tillfångatog Teodor hans efterträdare Peter av Konstantinopel och avrättade honom troligen. Latinska riket blev emellertid distraherat av Nicaeas växande makt och kunde inte hindra Theodoros från att erövra Thessaloniki 1224. 1225, efter att Johannes III Ducas Vatatzes av Nicaea hade tagit Adrianopel, anlände Theodoros och tog det i sin tur från honom. Theodoros allierade sig också med bulgarerna och drev ut latinarna från Thrakien. 1227 lät Theodoros kröna sig till bysantinsk kejsare, men detta erkändes inte av de flesta greker, särskilt inte av patriarken i Nicaea. 1230 bröt Theodoros vapenvilan med Bulgarien, då han hoppades störta Ivan Asen II, som hade hindrat honom från att anfalla Konstantinopel. I slaget vid Klokotnitsa (nära Chaskovo i Bulgarien) besegrade den bulgariske tsaren Theodoros, tillfångatog honom och gjorde honom blind. Hans nevö Mikael II tog då makten i Epirus. Theodoros släpptes senare och härskade över Thessaloniki som vasall tillsammans med sin bror Manuel.

### Nicensk och bysantinsk suveränitet
Epirus återfick aldrig sin makt efter detta nederlag. Mikael II förlorade Thessaloniki till kejsardömet Nicaea 1246 och slöt sig sedan samman med latinarna mot Nicaea. 1248 tvingade Johannes Vatatzes Mikael att erkänna honom som kejsare mot att han officiellt erkände Mikael som despot av Epirus. Vatatzes barnbarn Maria gifte sig med Mikaels son Nikeforos. Samma år, 1248, gifte sig Mikaels dotter Anna med Vilhelm II, fursten av Achaea, och Mikael beslöt att lägga större vikt vid denna allians än vid sina förpliktelser mot Vatatzes. Han besegrades i den påföljande konflikten och den gamle despoten Theodoros tillfångatogs igen och denna gång dog han i fångenskap.
Theodor II Lascaris allierade sig med Mikael och deras barn gifte sig 1256. I gengäld fick Theodoros Dyrrhachium. Mikael godkände inte denna landöverträdelse och revolterade 1257. Han besegrade en nicensk armé ledd av Georgios Akropolites. När Mikael tågade mot Thessaloniki blev han angripen av Manfred av Sicilien, som erövrade Albanien och Korfu. Mikael slöt sig emellertid genast samman med honom genom att gifta bort sin dotter Helena med honom. Efter att Theodoros II dött stred Mikael, Manuel och Vilhelm II mot den nye kejsaren av Nicaea, Mikael VIII Palaiologos. Alliansen var mycket bräcklig och 1259 blev Vilhelm tillfångatagen vid slaget vid Pelagonia. Mikael VIII erövrade därefter Mikael II:s huvudstad Arta, vilket innebar att Epirus bara hade hamnstäderna Ioannina och Vonitsa kvar. Arta återtogs 1260 medan Mikael VIII var upptagen mot Konstantinopel.

### Italienska invasioner
Efter att Mikael VIII hade återupprättat imperiet i Konstantinopel 1261 utsatte han Epirus för upprepade angrepp och tvingade Mikaels son Nikeforos att gifta sig med hans niece Anna Kantakuzena 1265. Mikael ansåg att Epirus var en vasallstat, fastän Mikael II och Nikeforos fortsatte att alliera sig med furstarna av Achaea och hertigarna av Aten. 1267 blev Korfu och stora delar av Epirus erövrade av Karl I av Anjou, och 1271 dog Mikael II, men Mikael VIII försökte inte annektera Epirus direkt. Han lät Nikeforos efterträda honom och sluta avtal med Karl, som tog Dyrrhachion samma år. 1279 allierade sig Nikeforos med Karl mot Mikael VIII och gick med på att bli Karls vassall. När Karl strax därefter besegrades förlorade Nikeforos Albanien till bysantinarna.
Under Andronikos II förnyade Nikeforos alliansen med Konstantinopel. Nikeforos blev dock övertalad att alliera sig med Karl II av Neapel 1292, men Karl besegrades av Andronikos flotta. Nikeforos gifte bort sin dotter med Karls son Filip I av Taranto och sålde en stor del av sitt territorium till honom. Efter Nikeforos död 1296 växte den bysantinska inflytandet något under Anna, Andronikos II:s kusin, som regerade som förmyndare åt sin son Thomas. 1306 revolterade hon mot Filip till Andronikos förmån; de latinska invånarna fördrevs men hon blev tvungen att återlämna en del territorium till Filip. 1312 gav Filip upp sina anspråk på Epirus och gjorde istället anspråk på det upplösta Latinska riket.

### Despotatets kollaps
Anna lyckades gifta bort Thomas med en dotter till Andronikos II, men Thomas blev mördad 1318 av Nicolaus Orsini, som gifte sig med hans änka och tog despotatet i besittning. Han erkändes som legitim av Andronikos, men störtades av sin bror Johannes 1323. Johannes blev förgiftad omkring år 1335 av sin fru Anna som blev förmyndare för Nikeforos II. 1337 anlände Andronikos III för att hjälpa albanerna mot osmanerna, och återerövrade hela Epirus. Emellterid flydde Nikeforos II till Italien där Filip av Tarantos änka Katarina av Valois gjorde honom till ledare för ett uppror i Epirus. Upproret slogs ner och Nikeforos giftes bort med Maria Kantakuzenos, dotter till Johannes VI Kantakuzenos.
Bysantinska riket hamnade snart i inbördeskrig mellan Johannes V Palaiologos och Johannes VI, och Epirus erövrades av Serbiens tsar Stefan Dušan. Nikeforos II lyckades dock återta Epirus 1356 efter att Stefan Dušan hade avlidit och inkluderade även Thessalien, som tidigare var en del av Serbien, till despotatet Epirus. Nikeforos dog när han slog ner ett albanskt uppror 1359 och despotatet styrdes sedan av den serbiska kungaättlingen Simon Uroš. Det förlorades igen under de följande årtionden till familjen Buondelmonti och senare till familjen Tocco av Kefallonia, som senare förlorade Epirus till osmanerna.

## Despoter av Epirus

### Doukasdynastin
- Mikael I Doukas (1204–1214)
- Theodoros Doukas (1214–1230), kejsare från 1227 till 1230
- Mikael II Doukas (1230–1271)
- Nikeforos I Doukas (1271–1296)
- Thomas Doukas (1296–1318)

### Orsinidynastin
- Nicolaus Orsini (1318–1323)
- Johannes Orsini (1323–1335)
- Nikeforos II Orsini (1335–1337), (1356–1359)

### Nemanjićidynastin
- Stefan Dušan (1337–1355), tsar över alla serber, albaner och greker
- Simon Uroš Palaiologos (Simeon Uroš eller Siniša Uroš) (1359–1366)
- Thomas II Preljubović (1366–1384)
- Maria Angelina Doukaina Palaiologina (1384–1385)

### Buondelmontidynastin
- Esau de' Buondelmonti (1385–1411)
- Giorgio de' Buondelmonti (1411)

### Toccodynastin
- Karl I Tocco (1411–1429)
- Karl II Tocco (1429–1448)
- Leonard Tocco (1448–1479)